# 坎波费利切-迪罗切拉
坎波费利切-迪罗切拉（義大利語：Campofelice di Roccella），是意大利西西里大区巴勒莫广域市的一个市镇。总面积14平方公里，人口6747人，人口密度481.9人/平方公里（2009年）。ISTAT代码为082017。